# Jamie Johnson
Jamie Johnson è una serie televisiva britannica per ragazzi del 2016. La serie è basata sulla serie di libri omonimi di Dan Freedman.

## Trama
Trasferitosi con la madre dopo la scomparsa del padre e costretto ad iniziare una nuova scuola a metà semestre, Jamie Johnson è un ragazzo di dodici anni che sogna di diventare un calciatore famoso. Nonostante abbia tutte le carte per poter entrare nella squadra di calcio della scuola Jamie si preoccupa di più dello scoprire che fine abbia fatto il padre. Ad aiutarlo ci saranno i suoi due nuovi migliori amici: una ragazza di nome Jack che condivide la sua passione per il calcio e Boggy, un ragazzo con tendenze teatrali.

## Episodi
| Stagione         | Episodi | Prima TV originale | Prima TV Italia |
| ---------------- | ------- | ------------------ | --------------- |
| Prima stagione   | 3       | 2016               | 2019            |
| Seconda stagione | 10      | 2017               | 2019            |
| Terza stagione   | 10      | 2018               | 2019            |
| Quarta stagione  | 14      | 2019               | 2020            |
| Quinta stagione  | 14      | 2020               | 2021            |
| Sesta stagione   | 12      | 2021               | 2022            |
| Settima stagione | 12      | 2022               | 2023            |

## Riconoscimenti
- 2017 - International Emmy Awards
  - Candidatura come International Emmy Kids Award